# Maserati Boomerang
De Maserati Boomerang is een conceptauto van de Italiaanse autofabrikant Maserati die ontworpen werd door Giorgetto Giugiaro.  De wagen werd voor het eerst vertoond als houten mock-up op het autosalon van Turijn in 1972. Op het Autosalon van Genève in 1973 werd een volledig werkend prototype voorgesteld.
De vormgeving van de Boomerang zou nog jaren lang terug te vinden zijn in de ontwerpen van Giogiaro. De scherpe hoeken, strakke lijnen en wigvorm zijn onder andere te herkennen in de VW Passat B1 (1973), VW Golf I (1974), Lotus Esprit (1976), Lancia Delta (1979) en DeLorean DMC-12 (1981).
De Boomerang is voorzien van de 4,7-liter V8-motor uit de Maserati Bora. Dit motorblok levert 310 pk en een koppel van 460 Nm, goed voor een topsnelheid van bijna 300 km/u. Het vermogen wordt via een handgeschakelde vijfbak op de achteras afgeleverd.
Het prototype heeft een volledig afgewerkt interieur met een unieke dashboardconfiguratie waarbij het stuurwiel en het instrumentenpaneel uit een en dezelfde console bestaan en waarbij het stuur rond de stationaire wijzerplaten draait.

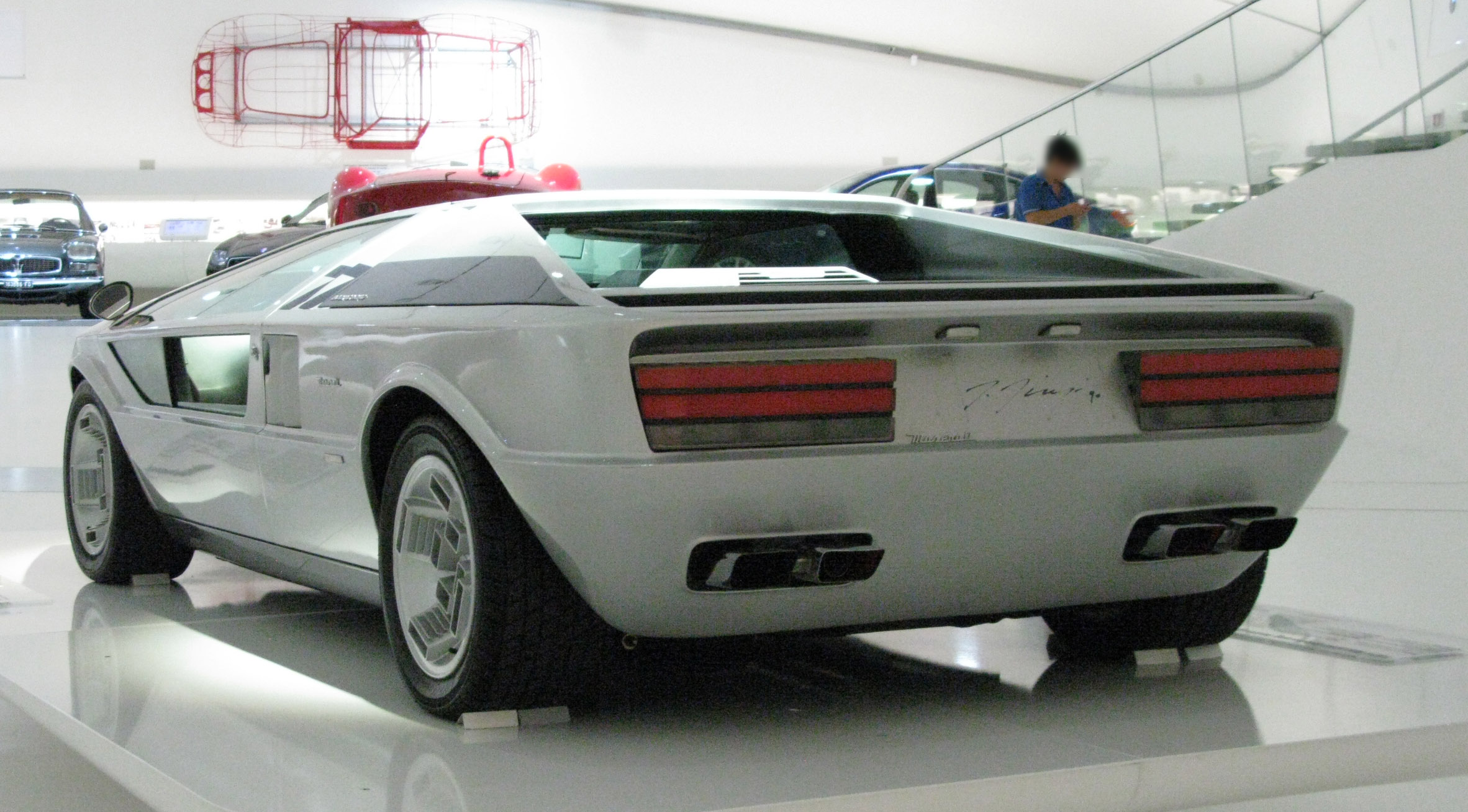
Maserari Boomerang, achteraanzicht
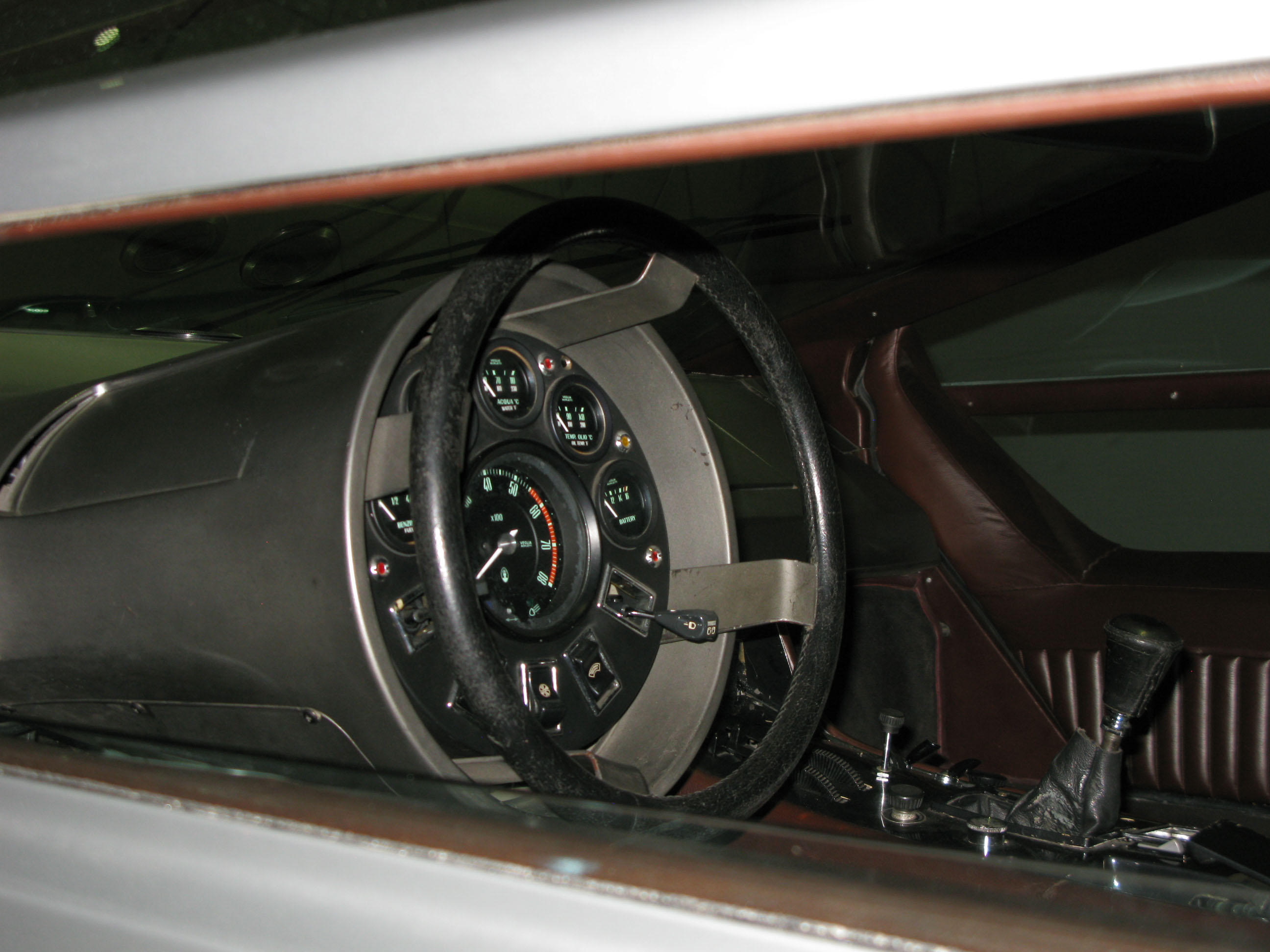
Stuurwiel met wijzerplaten

Na zijn laatste optreden in 1974 op het Autosalon van Barcelona kwam de Boomerang in privé-handen terecht en wisselde in de daaropvolgende jaren diverse keren van eigenaar. In 1990 signeerde Giugiaro persoonlijk de achterkant van de wagen. Op 5 september 2015 ging het prototype onder de hamer bij veilinghuis Bonhams voor een bedrag van 3,7 miljoen dollar.